# Niño sin amor
Niño sin Amor es el tercer álbum de estudio de la banda de rock mexicana El Tri, lanzado al mercado en 1987. Este álbum fue el último producido por Comrock, ya que ésta fue vendida a Warner Music Group.
El nombre del álbum proviene de su sencillo principal, del cual trata de la historia de un niño huérfano, por lo que se refleja el gran problema de la población sin hogar en México.
Otras canciones que son destacadas en este disco son «Mujer diabólica», «No preguntes por qué», «Más allá del sol»  y «El rock nunca muere», este último es una versión de la canción “Hey Hey, My My (Into the Black)” de Neil Young.

## Lista de canciones
Todas las canciones fueron escritas por Álex Lora, excepto donde se especifica lo contrario.
1. «El rock nunca muere» (Neil Young) - 8:19
2. «Otro pecado» - 3:53
3. «Déjalo sangrar» - 4:29
4. «Que tal ayer» - 3:37
5. «El niño sin amor» - 3:06
6. «Mujer diabólica»  (Álex Lora y Sergio Mancera) - 3:46
7. «No preguntes por qué» (Álex Lora y Sergio Mancera) - 3:56
8. «Más allá del sol» (Álex Lora y Sergio Mancera) - 3:58

## Formación
- Álex Lora - voz y guitarra
- Sergio Mancera - guitarra
- Rafael Salgado - armónica
- Arturo Labastida - saxofón
- Mariano Soto - batería